# لو يانكوفسكي
لو يانكوفسكي هو لاعب هوكي الجليد كندي، ولد في 27 يونيو 1931 في ريجاينا في كندا، وتوفي في 21 مارس 2010.

## وصلات خارجية
- لو يانكوفسكي على موقع دوري الهوكي الوطني (الإنجليزية)
- لو يانكوفسكي على موقع قاعة مشاهير الهوكي (لاعب أن.إتش.أل) (الإنجليزية)
- لو يانكوفسكي على موقع EliteProspects.com (الإنجليزية)
- لو يانكوفسكي على موقع HockeyDB.com (الإنجليزية)
- لو يانكوفسكي على موقع Hockey-Reference.com (الإنجليزية)